# 器府 (星官)
器府是中国古代星官之一，属于二十八宿中的轸宿。《晋书·天文上》：“ 轸南三十二星曰器府，乐器之府也。”《丹元子步天歌》：“青邱之下名器府，器府之星三十二”。器府含有三十二颗恒星。清钦天监所编《仪象考成》及《仪象考成续编》未收录此星官，器府所含恒星的精确位置未知。